# CRU (média)
 (octobre 2022).
Pour les articles homonymes, voir CRI.
CRU est un média en ligne français qui est né en 2019 via une chaîne YouTube. Fondé par Raphaël Heslot, Aurélien Veyret et Swany Landau, CRU est essentiellement présent sur les réseaux sociaux avec différents formats vidéos.

## Les 100
Projet phare de la chaîne YouTube, CRU invite 100 personnes par session de tournage pour répondre à des questions sur des sujets comme le travail, l'amitié, la sexualité, les souvenirs... Ce panel est représenté de Français, issus de toute la France de 18 à 88 ans.
En octobre 2022, CRU en est à la 7 sessions de 100, soit plus de 700 interviews.
Quelques personnalités sont apparues au milieu de Monsieur Madame tout le monde comme : Cyrus North, Roman Doduik, Nikita Bellucci, Théo Fernandez...

## TCQ (Tout Ce Que vous avez toujours voulu savoir)
Format d'interview long qui a pour but de mettre en avant un parcours de vie, une spécialité ou un combat personnel. Le but de ces interviews est de prendre le temps et de laisser l'intervenant parler. Ce format se différencie des formats rapides et coupés présents dans d'autres médias.

## Les 10
Avec un panel plus restreint, CRU donne la parole à 10 personnes pour parler d'une thématique qui les concerne. Pour son lancement, 10 étudiants ont pris la parole pour évoquer leurs soucis d'intégration, de financement et de vies étudiantes.

## Twitch
En octobre 2022, CRU a commencé à prendre la parole en direct sur Twitch pour mettre en avant la partie de dérushage des vidéos des 100. Pendant 4 heures, avec l'équipe CRU, il est possible de découvrir la totalité des interviews en exclusivité.

## Financement
CRU est un média 100% indépendant et autofinancé. En plus de laisser une place pour le placement de produits ou contenus sponsorisé pour les marques sur ces réseaux, CRU travaille aussi en marque blanche dans la production audiovisuelle pour le digital et la télévision.